# Kaliopi Nikolau
Kaliopi Nikolau, gr. Καλλιόπη Νικολάου (ur. 26 kwietnia 1937 w Assos) – grecka polityk, ekonomistka i urzędniczka, od 1981 do 1984 posłanka do Parlamentu Europejskiego I kadencji.

## Życiorys
Uzyskała tytuł Master of Arts z ekonomii na Uniwersytecie Kalifornijskim w Berkeley. Na Uniwersytecie w Bonn obroniła doktorat w tej dziedzinie. Autorka i współautorka publikacji naukowych z zakresu ekonomii. Od 1961 do 1967 zatrudniona w KEPE (Centrum Planowania i Badań Ekonomicznych) przy krajowym ministerstwie koordynacji, odpowiadała m.in. za relacje z Międzynarodową Organizacją Pracy. Po dojściu do władzy junty czarnych pułkowników zaangażowała się w opozycyjny ruch DEKA, z tej przyczyny w 1970 zwolniono ją z pracy. Pracowała jako samodzielna konsultantka, następnie między 1974 a 1981 ponownie zatrudniona w KEPE, gdzie kierowała jednym z departamentów.
Została doradcą Ogólnogreckiego Ruchu Socjalistycznego w zakresie polityki przemysłowej i małych przedsiębiorstw. Kierowała unią związkową pracowników KEPE i należała do komitetu badań Greckiej Unii Kobiet. W 1981 kandydowała do Parlamentu Europejskiego z listy PASOK, mandat uzyskała kilka dni po wyborach wskutek rezygnacji Dimitriosa Kulurianosa. Przystąpiła do Partii Socjalistów, należała m.in. do Komisji ds. Stosunków Gospodarczych z Zagranicą oraz Komisji Budżetowej.